# دیوید گرو
دیوید گرو (انگلیسی: David Groh؛ ‏ ۲۱ مهٔ ۱۹۳۹ – ۱۲ فوریهٔ ۲۰۰۸) بازیگر تلویزیون، بازیگر سینما، و بازیگر تئاتر اهل ایالات متحده آمریکا بود. وی بین سال‌های ۱۹۶۹ تا ۲۰۰۸ میلادی فعالیت می‌کرد.
از فیلم‌ها یا برنامه‌های تلویزیونی که وی در آن نقش داشته‌است، می‌توان به پرونده‌های ایکس، کوتوله را بگیرید، سندیکا: مرگی در باند تبهکاران و تحت تعقیب اشاره کرد.